# Abingdon-on-Thames
 Abingdon  é uma cidade e paróquia civil da Inglaterra, no Condado de Oxfordshire. Localiza-se na confluência do rio Tamisa e do rio Ock. 
Conserva as ruínas de uma abadia do século VII, e encontra-se perto da aldeia do Sunningwel, onde Roger Bacon fez as suas observações astronómicas. 